# The New America
The New America to album grupy punkrockowej Bad Religion z 2000 roku.

## Lista utworów
1. "You've Got a Chance" – 3:41
2. "It's a Long Way to the Promised Land" – 2:29
3. "A World Without Melody" – 2:32
4. "New America" – 3:25
5. "1000 Memories" – 3:00
6. "A Streetkid Named Desire" – 3:17
7. "Whisper in Time" – 2:32
8. "Believe It" – 3:41
9. "I Love My Computer" – 3:06
10. "The Hopeless Housewife" – 2:59
11. "There Will Be a Way" – 2:53
12. "Let It Burn" – 2:44
13. "Don't Sell Me Short" – 3:58

## Skład grupy
- Greg Graffin – śpiew
- Brian Baker – gitara
- Greg Hetson – gitara
- Jay Bentley – gitara basowa
- Bobby Schayer – perkusja